# Fakultet šumarstva i drvne tehnologije u Zagrebu
Fakultet šumarstva i drvne tehnologije u Zagrebu dio je Sveučilišta u Zagrebu.

## Zavodi fakulteta
- Šumarski odsjek
  - Zavod za ekologiju i uzgajanje šuma
  - Zavod za izmjeru i uređivanje šuma
  - Zavod za šumarske tehnike i tehnologije
  - Zavod za šumarsku genetiku, dendrologiju i botaniku
  - Zavod za zaštitu šuma i lovno gospodarenje
  - Zavod za nastavno-pokusne šumske objekte: NPŠO Zagreb, NPŠO Lipovljani, NPŠO Zalesina, NPŠO Velika, NPŠO Rab

- Drvnotehnološki odsjek
  - Zavod za znanost o drvu
  - Zavod za organizaciju proizvodnje
  - Zavod za tehnologije materijala
  - Zavod za namještaj i drvne proizvode
  - Zavod za procesne tehnike

## Poznati profesori
- akademik Slavko Matić
- akademik Igor Anić
- akademik Mirko Vidaković
- akademik Dušan Klepac
- akademik Milan Anić
- akademik Ivo Pevalek
- akademik Aleksandar Ugrenović
- Fran Kesterčanek
- Branimir Prpić
- Joso Vukelić
- Ivo Trinajstić
- Đuro Rauš
- Ante Krstinić
- Milan Glavaš
- Zvonko Seletković
- Ivo Dekanić
- Roko Benić
- Đuro Nenadić
- Andrija Petračić
- Antun Levaković
- Zlatko Vajda
- Ante Premužić
- Josip Karavla
- Antun Korlević
- Ivan Martinić
- Bogoslav Kosović
- Ante Marinović Uzelac
- Miroslav Hirtz

## Poznati studenti
- akademik Tomislav Dubravac
- Albin Leustek
- Dragutin Tadijanović
- Ante Ledić
- Franjo Knebl
- Drago Stipac
- Oskar Piškorić
- Viktor Lochert
- Željko Ledinski
- Josip Movčan
- Marijan Aladrović
- Karlo Posavec
- Alojzije Frković
- Ivan Tarnaj
- Istvan Abonyi
- Petar Petrović Pecija
- Stjepan Andrašić